# Destroy What Destroys You
Destroy What Destroys You is het debuutalbum van de Amerikaanse ska-punkband Against All Authority. Het album werd in mei 1995 zonder opdracht van een werkgever of label samen met Jeremy Dubois door de band zelf opgenomen en geproduceerd. Het werd vervolgens uitgegeven op 7 juli 1996 via Far Out Records, waarmee deze uitgave de laatste was die de band via dit label liet uitgeven. Hierna tekende Against All Authority bij Hopeless Records.

## Nummers
1. "Lifestyle of Rebellion" - 1:51
2. "No Reason" - 2:19
3. "Conditioning" - 2:09
4. "Freedom" - 1:57
5. "Destroy What Destroys You" - 1:47
6. "It Really Sucks When..." - 1:33
7. "Bloodclot" - 1:35
8. "Another Fuck You Song" - 2:08
9. "30 Second Song" - 0:35
10. "Kickin' the Dog" - 1:36
11. "Sounds of the Underground" - 1:45
12. "Osuchowski's on the Loose" - 2:06
13. "Walking Revolution" - 2:33
14. "Disobey" - 1:36
15. "Chelsea Baby" - 1:53
16. "Corporate Takeover" - 1:58
17. "Hard as Fuck" - 2:13
18. "Centerfold" - 1:54
19. "We Won't Submit" - 2:27
20. "Above the Law" - 2:51
21. "Under Your Authority" - 2:42
22. "Court 22" - 2:17

## Band
- Danny Lore - basgiaat, zang
- Joe Koontz - gitaar, achtergrondzang
- Kris King - drums
- Tim Pagones - trombone
- Joey Jukes - trompet
- Tim Coats - saxofoon